# Black Magic (còmic estatunidenc)
Black Magic fou una sèrie de còmics de terror sense contingut violent creats per Joe Simon i Jack Kirby i publicats per Prize entre el 1950 i 1961. El 1973 una selecció d'aquests còmics que durà nou números fou publicada per DC Comics.